# Ramón Torres Méndez
Ramón Torres Méndez (1809-1885) fue uno de los más importantes pintores colombianos del siglo XIX. Nació en Bogotá el 29 de agosto de 1809, hijo de don Eugenio Torres y Antonia Méndez. Su educación se redujo a lo que su padre le pudo enseñar, ya que por motivos económicos no pudo terminar la escuela primaria.
Fue un artista autodidacta. Sus primeras obras fueron retratos de marfil, material que obtenía aserrando las bolas de billar. En 1830 se enroló en el ejército y participó en la guerra con Venezuela. En la Batalla de El Santuario recibió una herida de lanza, sin consecuencias. En 1834, fundó un taller en donde recibió numerosos encargos. De ellos se puede mencionar el Retrato de Señora, que se encuentra en el Museo Nacional de Colombia. En 1840 se casó con María Medina. En 1844 participó en la exposición colectiva de la Escuela de Bellas Artes con el cuadro Cristo se aparece a la Magdalena, el cual obtuvo un premio. En 1861 reunió en una galería de arte más de setenta lienzos coloniales pertenecientes a los conventos de las comunidades religiosas que fueron expulsadas del país, salvándolos así de su destrucción. Murió en Bogotá en 1885.

## Galería de imágenes
|                                                   |
| Aldeanos, litografía en Costumbres neogranadinas. |

|                                                              |
| Baile de campesinos, litografía en Costumbres neogranadinas. |

|                                                              |
| Carnicero de Bogotá, litografía en Costumbres neogranadinas. |

|                                                        |
| Litografía del artista colombiano Ramón Torres Méndez. |

|                                                        |
| Litografía del artista colombiano Ramón Torres Méndez. |

|                                                        |
| Litografía del artista colombiano Ramón Torres Méndez. |

|                                                        |
| Litografía del artista colombiano Ramón Torres Méndez. |

|                                                        |
| Litografía del artista colombiano Ramón Torres Méndez. |

|                                                        |
| Litografía del artista colombiano Ramón Torres Méndez. |

|                                                          |
| Litografía del artista neogranadino Ramón Torres Méndez. |

|                                                          |
| Litografía del artista neogranadino Ramón Torres Méndez. |

|                                                          |
| Litografía del artista neogranadino Ramón Torres Méndez. |

|                                                          |
| Litografía del artista neogranadino Ramón Torres Méndez. |

| |
| Soldados de los batallones cívicos alcanfor del Gobierno liberal 1876 del artista neogranadino Ramón Torres Méndez. |

|                                      |
| llanero militar Ramón Torres Méndez. |

|                                      |
| Reyerta popular Ramón Torres Méndez. |

|                                                            |
| Soldado de caballería improvisado 1876 Ramón torres Mendez |

## Cronología
- 1809 29 de agosto: Nace en Bogotá. Padres: José Eugenio Torres y Antonia Méndez.
- 1816 Incidente en la casa de su padre con Pablo Morillo
- 1824 A la edad de 15 años inicia labores en la imprenta de Jayme Cowie. Colabora en la publicación de El Constitucional, periódico en inglés y en español.
- 1830 27 de agosto: Recibe herida de lanza en la Batalla de El Santuario
- 1834 Realiza Retrato de Señora, que se encuentra en el Museo Nacional de Colombia
- 1837 Realiza las miniaturas de Eduviges Vanegas y Contreras y Retrato de hombre, que se encuentra en el Museo Nacional de Colombia y Boquerón del río San Francisco, que se encuentra en el Museo del 20 de julio. Es admitido como alumno en la escuela de grabado fundada por Antonio P. Lefevre en la Casa de Moneda de Colombia
- 1840 19 de abril en Guayatá contrae nupcias con María Coleta Medina Morales. Tienen 8 hijos: Adelaida, Amalia, Abelina, Clelia, Cleofe, Clementina, Francisco y José Ramón.
- 1844 Participó en la exposición colectiva de la Escuela de Bellas Artes con el cuadro Cristo se aparece a la Magdalena
- 1847 20 al 23 de julio Expone en la 1° exposición de la Sociedad de Dibujo y Pintura, de esta academia es profesor.
- 1848 Paseo de agua nueva dibujo de costumbres. Del 20 al 22 de julio expone en la 2° exposición de la Sociedad de Dibujo y Pintura con Jesús, María y José. Es anunciado como pintor retratista en El Neogranadino, periódico de Manuel Ancízar
- 1849 Interior santafereño, que se encuentra en el Museo Nacional de Colombia. 1° de mayo es publicada por primera vez una de sus láminas de costumbres
- 1850 A. Delarue imprime en París la 1° edición europea de Costumbres neogranadinas.
- 1851 Publicación mensual de sus láminas de Costumbres neogranadinas litografía de los hermanos Celestino y Jerónimo Martínez.
- 1855 Dibuja y con Celestino Martínez litografía la obra Ejército del Norte. Conmemora el triunfo de Mosquera en 1854. Esta es la única obra conocida litografiada por el autor.
- 1856 27 de junio nace su hijo José Ramón en Bogotá. Es bautizado el 29 de julio den la parroquia de la Catedral Primada de Colombia.
- 1857 En Nueva York es publicado el libro New Granada: Twenty Months in the Andes de Isaac Holton. Incluye 13 de sus dibujos de costumbres.
- 1859 Reyerta popular grabado por los litógrafos Daniel Ayala e Ignacio Medrano.
- 1867 Elegido profesor de la Escuela de artes y oficios. Posteriormente es trasladado como profesor de botánica a la Escuela de ciencias naturales.
- 1871 Participa en la Exposición Nacional del 20 de julio con El paseo campestre, Ninfas bañándose, La Virgen de las Mercedes, los retratos de José María Plata y el arzobispo Herrán, con este último ganó una mención.
- 1872 Retrato de Roberto Bunch. Durante la década del 70 realiza retratos y cuadros de costumbres.
- 1883 Envía a Caracas la acuarela Apoteosis alegórica del Libertador Simón Bolívar. Es jurado en el concurso abierto por iniciativa de Alberto Urdaneta para celebrar el natalicio del libertador y para designar director de la recién fundada Academia Gutiérrez. Realiza un dibujo para ilustrar La fe del carbonero
- 1885 Muere en Bogotá, en su casa de la calle tapada del Hospicio, en el barrio Las Nieves.
- 1887 En el Papel Periódico Ilustrado se publica su biografía por José Belvet.
- 1910 20 de julio comienza a circular la edición de Álbum de costumbres colombianas hecha en Leipzig en el marco de las celebraciones del centenario de la Independencia.
- 1940 del 3 de febrero al 21 de diciembre la revista Cromos publica una colección de 37 láminas sobre sus dibujos.